# Yuendumu
Yuendumu – miasto w Australii, w Terytorium Północnym.